# Christophe Cottet
Christophe Cottet est un footballeur français, né le 8 janvier 1973 à Cannes, évoluant au poste d'attaquant.

## Biographie
Formé au LOSC Lille, Cottet ne parvient pas à se faire une place chez les professionnels et rejoint le FC Sète. Après une saison chez les Dauphins, il en fait une autre du côté du Cercle Dijon avant de s'engager avec le SAS Épinal. Il inscrit cinq buts en trente-trois matchs mais ne peut empêcher la déroute des Spinaliens qui finissent bon dernier du championnat 1996-1997 de Division 2.
Il s'engage alors avec le FC Rouen, où il participe à la remontée du club jusqu'en CFA. Il termine sa carrière, à ce niveau, à l'ES Fréjus puis à l'Hyères FC.